# 오하이오 스타디움
오하이오 스타디움(Ohio Stadium)은 미국의 다목적 경기장이다. 오하이오주 콜럼버스에 위치하고 있으며 과거 MLS의 참가 클럽 콜럼버스 크루 SC의 홈 경기장이다.